# Débuts de l'agriculture en Amérique
 (20 août 2025).
Les débuts de l'agriculture en Amérique se produisent au début de l'Holocène, commençant pendant l'ère archaïque, sur la période 8000-4000 av. J.-C. (voire avant par endroits) quand de très nombreuses plantes, mais peu d'animaux, sont domestiqués. Ces domestications se font de manière dispersée dans plusieurs régions, en particulier en Mésoamérique, dans le nord-ouest de l'Amérique du Sud, dans les hautes terres andines, en Amazonie et dans les régions du centre-est des actuels États-Unis. Elles s'étalent sur une période de plusieurs millénaires, nécessaires à l'adaptation et à la croissance de la productivité des plantes, impliquent plusieurs expérimentations, dans plusieurs cas des épisodes distincts de domestication d'une même plante en différents endroits, et une rapide diffusion d'un certain nombre de plantes d'une région à l'autre. C'est dans cette période que se situe la domestication de plantes qui jouent un rôle important dans l'alimentation et aussi pour d'autres usages, telles que le maïs, la pomme de terre, la patate douce, le manioc, les courges, les haricots, le tournesol, le coton, la cacahouète, la tomate, le piment, etc. qui se sont diffusées dans le reste du Monde après la colonisation européenne.
Ces évolutions aboutissent progressivement à la constitution de sociétés agricoles, à des rythmes différents selon les régions. Ce processus est néanmoins très long : dans la plupart des foyers de domestication, la culture des plantes ne modifie pas ou peu le mode de vie des groupes de chasseurs-cueilleurs, qui incorporent les plantes domestiques à leur diète mais continuent de s'alimenter principalement par la collecte. En Mésoamérique et en Amérique du Nord, ce phénomène est plus particulièrement relié à l'essor de la culture du maïs, qui devient l'aliment de base de ces sociétés. Mais cela peut être nuancé par le fait qu'en Amérique du Sud les sociétés agricoles sont apparues en s'appuyant sur d'autres plantes. D'une manière générale les sociétés précolombiennes ont pratiqué une agriculture diversifiée et mis au point des techniques agricoles élaborées (irrigation, terrassements, etc.). La prépondérance de la culture des plantes dans la subsistance a conduit à des changements sociaux, avec un important essor démographique, l'apparition de villages où se développent une architecture et une organisation sociale de plus en plus complexes, préludes de la constitution d'organisations plus intégrées.

## Généralités

### Un élevage au rôle limité
Le premier animal domestique attesté en Amérique est le chien, dont le plus ancien spécimen connu assuré provient du site de Koster en Illinois, et date d'environ 8000 av. J.-C. Le chien est le seul animal domestique attesté dans toutes les régions d'Amérique précolombienne. Il sert de compagnon des humains, pour leur protection et peut-être pour la chasse. Il n'a probablement pas été domestiqué sur ce continent, les premiers chiens étant arrivés lors d'une des vagues de migrations qui peuplent l'Amérique depuis la Sibérie orientale. La date de leur introduction est discutée, et se situerait entre 15000 et 11000 av. J.-C. Ces chiens précolombiens ont disparu après la colonisation européenne, remplacés par les chiens apportés par les colons,,.
Le principal centre de domestication animale des Amériques est la zone andine. Y sont domestiqués deux camélidés, l'alpaga (issu de la domestication de la vigogne) et le lama (issu du guanaco). Selon les analyses génétiques l'alpaga serait domestiqué dans le Pérou central, et le lama entre la Bolivie centrale et le nord-ouest de l'Argentine, plusieurs foyers ayant pu exister. Dans la documentation archéologique, les alpagas et lamas domestiques les plus anciens connus ont été mis au jour à Telarmachay dans le Pérou central et datent de v. 4500-4000 av. J.-C. Ces animaux sont d'abord exploités pour leur viande et leur peau, puis le lama devient principalement un animal de bât et l'alpaga un fournisseur de laine,. Le cochon d'Inde est l'autre animal d'élevage qui joue un rôle important dans les Andes, principalement pour sa viande. Il est domestiqué vers 4000 av. J.-C.. Bien plus tard, v. 100 av. J.-C., s'y ajoute le canard musqué, qui garde une importance secondaire.
En Mésoamérique, le seul animal domestiqué, en plus du chien, est le dindon, qui apparaît au IVe siècle av. J.-C. sur le site d'El Mirador au Guatemala, et se diffuse au Mexique et dans le sud des États-Unis.

### Une production de nourriture à des niveaux variables
L'agriculture repose en général sur des plantes et des animaux domestiqués, dont la reproduction est contrôlée par les humains, principalement pour leur alimentation, ce qui explique pourquoi on parle aussi de « production de nourriture » (même si certaines des premières plantes cultivées ont des usages non alimentaires, comme la calebasse qui sert aussi de contenant). Une espèce est domestiquée quand elle a des caractéristiques spécifiques, notamment morphologiques, qui la rendent différente de l'espèce sauvage dont elle provient. Ces traits ne sont acquis qu'après une longue période de mise en culture et d'élevage par les humains. Les débuts de l'agriculture et la domestication ne sont donc pas synonymes, car il y a une période durant laquelle des plantes et des animaux aux aspects sauvages sont cultivés et élevés. De plus, les premières sociétés qui adoptent la culture des plantes ne sont pas agricoles à proprement parler, puisqu'elle ne font pas reposer la majorité de leur subsistance sur la production de nourriture. Celle-ci sert souvent de complément aux aliments issus de la chasse, de la cueillette et de la pêche. Dans les Amériques, les sociétés qui domestiquent des plantes conservent souvent une mode de vie de chasseur-cueilleur, et il faut plusieurs millénaires pour que l'agriculture soit leur principal pourvoyeur d'aliments. Cette situation entre le mode de vie de collecteur et celui d'agriculteur a été désignée par B. Smith comme une production de nourriture de faible niveau (low-level food production).
Les systèmes agricoles à proprement parler mettent donc en général plusieurs millénaires à se mettre en place dans les Amériques, avec une longue période de production de nourriture non essentielle pour la subsistance des sociétés. Elles ont certes domestiqué des plantes, mais elles n'en dépendent pas pour leur survie. Les études sur les débuts de l'agriculture en Amérique font souvent coïncider la mise en place d'économies agricoles avec le moment où le maïs devient l'aliment de base, ce qui se produit plusieurs millénaires après les débuts des cultures des plantes. Mais il peut être objecté à cela que d'autres plantes cultivées peuvent avoir le rôle d'aliment de base, comme le manioc et la pomme de terre, que les courges et les haricots sont aussi des aliments de base complétant la diète reposant sur le maïs, et que les arbres fruitiers peuvent aussi avoir joué un rôle important. Il est donc possible d'avoir des systèmes agricoles avant que le maïs ne devienne l'aliment de base. Cela semble être le cas en Amérique du Sud, où cette plante n'a pas joué un rôle fondamental, à la différence des sociétés agricoles de Mésoamérique et d'Amérique du Nord et où peuvent être décelées des sociétés dont la subsistance repose en bonne partie sur les cultures à des périodes très anciennes, si ce n'est dès les débuts des domestications.

## Mésoamérique

### Les premières cultures de plantes
Les débuts de la production de nourriture en Mésoamérique trouvent leur origine au début de l'époque archaïque, quand la mise en place d'un climat plus chaud et humide permet aux groupes de chasseurs-cueilleurs de diversifier leur subsistance et d'expérimenter de nouvelles méthodes leur permettant d'augmenter la nourriture disponible, parmi lesquels se trouve la manipulation de la reproduction des plantes, qui débouche sur la domestication des plusieurs d'entre elles. Les domestications sont attestées par l'archéologie sur la période de l'archaïque moyen, v. 8000 à 4000 av. J.-C. La plus ancienne espèce identifiée comme domestiquée est une courge, Cucurbita pepo, v. 8000-6000 av. J.-C. dans la région d'Oaxaca. Les deux principaux sites témoins des débuts des cultures en Mésoamérique sont les grottes de Coaxcatlan (vallée de Tehuacan) et de Guila Naquitz (vallée d'Oaxaca), situées dans cette région semi-aride du Mexique central, qui révèlent plusieurs autres domestications sur la période 6000-4000 av. J.-C. : des courges, des calebasses (ou gourde), du piment et du maïs. La région de domestication de ce dernier semble plutôt se situer au sud-ouest du Mexique, des restes de maïs datés d'environ 6700 av. J.-C. ayant été mis au jour dans l'abri de Xihuatoxtla (vallée de la rivières Balsas), aux côtés de courges domestiquées. Il est rapidement diffusé vers d'autres régions, notamment vers le sud par la côte pacifique, mais durant l'époque archaïque récente (v. 4000-2000) il n'est qu'un complément et n'a pas encore le rôle d'aliment de base. Pour cette période des cultures ont été identifiées en d'autres régions de l'Amérique centrale, notamment au Belize et au Guatemala,,.

### La domestication et la diffusion du maïs
Le maïs occupe une place à part dans les études sur les débuts de l'agriculture dans les Amériques, puisqu'il est amené à devenir l'aliment de base des sociétés agricoles d'Amérique centrale et du Nord. L'identification de sa plante sauvage progénitrice a longtemps été débattue, avant que des études génétiques confirment qu'il s'agissait bien du plus sérieux candidat identifié, la téosinte (Zea mays spp. parviglumis), indigène du sud-ouest du Mexique dans la région de la Balsas (on parle aussi de téosinte de Balsas), à des altitudes moyennes (400-1800 m). Les débuts de sa domestication pourraient remonter aux alentours de 7000 av. J.-C., et comme vu plus haut la plus ancienne trace identifiée de maïs provient de cette région et date d'environ 6700. Après cela, il est attesté sur la côte du golfe du Mexique à San Andrès (Tabasco) vers 5100, dans le Mexique central à Guila Naquitz (Oaxaca) vers 4300, dans les hautes terres du Guatemala central au lac Quilisimate vers 4000, sur la côte pacifique mexicaine à Tlucuachero v. 3500, etc. Durant cette période, sa culture s'est propagée dans plusieurs directions, dans des environnements différents comme les terres élevées et semi-arides de la région de Oaxaca, et a fait l'objet de diverses expérimentations et sélections qui commencent à donner naissance à différentes variétés de maïs. Les premières variétés ont des rendements faibles, leurs épis étant de petite taille et portant peu de graines ; au fil du temps leurs rendements augmentent et ils prennent l'aspect du maïs moderne,. Cette plante est introduite en Amérique du Sud rapidement après sa domestication, puisqu'elle est attesté dans les Andes colombiennes dès 5500, voire bien avant v. 7250.

### La mise en place de sociétés agricoles
Les sociétés mésoaméricaines des phases moyenne et récente de l'époque archaïque qui procèdent aux premières domestications de plantes, sur la longue période allant de 8000 à 2000 av. J.-C., ne semblent pas avoir fait reposer l'essentiel de leur subsistance sur la production de nourriture. Au contraire, celle-ci sert de complément à la chasse, la pêche et à la cueillette, et s'accompagne de pratiques d'aménagement paysager par le feu qui permettent d'optimiser la croissance d'arbres et de plantes sauvages sans les cultiver. Il est couramment admis que ces groupes continuent d'être mobiles, sur une base saisonnière qui leur permet de faire des cultures mais aussi de s'implanter dans des sites de collecte importants, notamment dans les régions côtières. Mais cette approche a été remise en cause, notamment parce que la culture du maïs supposerait une implantation permanente au moins pour une partie d'un groupe et que certains sites de ces périodes dans la vallée de Tehuacan pourraient bien être occupés toute l'année,. Vers 2000 av. J.-C. un seuil semble être franchi avec la diffusion de variantes de maïs plus productives que par le passé, qui sont en mesure de servir d'aliment de base et de supplanter les denrées issues de la collecte, incitant en plusieurs endroits les groupes à se concentrer sur la culture des plantes et à délaisser la chasse, la pêche et la cueillette. La mise en place d'une économie à proprement parler agricole caractérise le début de la période formative de la Mésoamérique (v. 2000-1200), avec pour conséquences une essor démographique marqué, l'apparition de villages permanents, de la production de céramiques de réseaux d'échanges plus importants, de sociétés plus hiérarchisées. Les pratiques agricoles s'améliorent, en particulier grâce à une meilleure maîtrise de l'eau pour irriguer les espaces cultivés.

## Amérique du Nord

### Les domestications à l'Est
L'Amérique du Nord comprend un foyer de domestications des plantes, situé dans la partie centre-est de sous-continent, dans la vallée du Mississipi et un peu plus à l'est, dans des zones de savane et de forêts comprenant des chênes et des crayers, avec aussi une présence importante de cours d'eau. Les chasseurs-cueilleurs des époques moyenne et récente de l'ère archaïque (v. 7000-1000 av. J.-C.) y exploitent de nombreuses ressources terrestres (glands de chêne, noix de caryer, chénopodes, etc. ; chasse du cerf de Virginie) et aquatiques. Ils cultivent quelques plantes, qui sont progressivement domestiquées et forment un systèmes agricole spécifique (Eastern agricultural complex). La plus ancienne est la courge Cucurbita pepo vers 6000-5000 av. J.-C. Elle est notamment attestée sur le site Koster en Illinois. Comme elle se trouve à l'état naturel plus au sud autour du golfe du Mexique, elle a dû être introduite dans la région par des échanges. D'autres spécimens des millénaires suivants proviennent du Maine et du nord de la Pennsylvanie. Le site de Phillips Spring dans le Missouri montre que vers 2500 des variantes domestiques de courges ont été développées, et également que la calebasse est cultivée dans la région (elle est attestée avant cela en Floride vers 8000 av. J.-C., où elle devait déjà être cultivée). Après cette période d'autres espèces sont domestiquées sur la période 2500-1800 : d'abord le tournesol et l'Iva annua (aussi appelée sumpweed et marsh elder), puis des variétés de chénopodes, Chenopodium belandieri (ou goosefoot). S'y ajoute par la suite Polygonum erectum, la renouée dressée ou knotweed, stockée par les humains pour être consommée, et qui entame un processus de changement morphologique. Au Ier millénaire av. J.-C. Phalaris caroliniana, l'alpiste de Caroline ou maygrass, est à son tour probablement cultivée. Ces cultures s'inscrivent plus largement dans un processus d'intensification de l'exploitation des plantes qui implique aussi de l'aménagement forestier. Elles fabriquent des poteries à partir de 2500 av. J.-C. L'économie de collecte et le mode de vie mobile restent prépondérants sur ces périodes,. Le système mis en place s'épanouit durant la période Early Woodland (v. 1000-200 av. J.-C.), comme en attestent les sites de Salts Cave et de Mammoth Cave (Kentucky), qui ont livré de nombreux restes archéobotaniques. Ils montrent que les occupants de ces sites consommaient les plantes domestiquées dans cette région, ainsi que des plantes sauvages extraites des forêts, qui font sans doute l'objet d'une gestion, notamment des noix. La culture du maïs est introduite dans l'Est nord-américain vers 400-300 av. J.-C., notamment dans des sites du Tennessee et de l'Ohio où elle est intégrée à la culture des plantes locales. Pendant les premiers siècles de son exploitation, son impact reste limité, il ne prend un rôle majeur qu'à partir de la période 900-1100 de notre ère. Quant au tabac, il semble être cultivé au moins vers 500 av. J.-C., et introduit depuis l'Ouest.

### L'expansion agricole au Sud-Ouest
Les régions des actuels sud-ouest des États-Unis (Arizona, Nouveau-Mexique, sud de l'Utah) et du nord-ouest du Mexique (Sonora et Chihuahua) ne sont pas un foyer de domestications, mais une zone d'expansion de l'agriculture, depuis le centre du Mexique, peut-être en raison de migrations de populations. La culture des plantes commence sans doute à être introduite vers 2100-2000, et se diffuse surtout sur la période 1500-500 av. J.-C. Les cultures pratiquées sont celles originaires de Mésoamérique : maïs, courges et haricots forment la base de l'agriculture qui se développe, le coton et la calebasse sont également cultivées. Dans ces régions sèches, les zones de culture sont établies sur des terrasses bordant des rivières et des sources, où alors dans des lieux où les eaux des pluies ruissellent, et des systèmes d'irrigation sont développés dès 1700 (Las Capas, Arizona). Ces développements s'accompagne de l'apparition de villages avec des structures de stockage. Il se pourrait que le maïs soit dès les premiers temps l'aliment de base, mais les ressources de la cueillette pourraient être restées longtemps importantes. Cela semble surtout dépendre des lieux, puisque des groupes d'agriculteurs sédentaires sont attestés à proximité d'autres qui pratiquent encore quelques temps la collecte en restant mobiles. Il faut attendre le tournant de notre ère pour que l'agriculture occupe assurément une place centrale dans la plus part des communautés de ces régions,.

## Amérique du Sud
Trois ensembles bio-géographiques principaux où sont domestiquées des plantes en Amérique du sud peuvent être distingués : les basses terres tropicales, qui comprennent la partie nord de l'Amérique du sud et l'Amazonie ; la côte péruvienne aride ; les hautes terres andines. Leurs évolutions sont liées, puisqu'ils sont en contact dès les époques anciennes, comme en témoigne les nombreux échanges de plantes qui s'effectuent entre eux. Les plus anciennes traces assurées d'une agriculture proviennent de l'ensemble situé au nord-ouest du continent, les dates des plus anciennes domestications dans les hautes terres andines et en Amazonie étant encore incertaines.

### Nord-ouest
Les plus anciennes traces de production de nourriture en Amérique du sud proviennent des terres basses équatoriales régions du nord-ouest, durant l'archaïque moyen (v. 8000-4500 av. J.-C.), qui correspond à une période d'optimum climatique. Ces région comprennent la côte pacifique, les Andes et vallées intérieures de Colombie (dont celle de Cauca), aussi Panama. Les sociétés de la période sont semi-sédentaires, occasionnellement sédentaires, et implantent leurs zones de culture vers des cours d'eau permanents ou pérennes, dans des jardins implantés sur les terres alluviales. Les sites de la culture équatorienne de Las Vegas, où la subsistance repose à la fois sur des ressources maritimes et terrestres, ont livré les plus anciennes traces de courges cultivées, v. 9800-8500 av. J.-C. Sont aussi cultivés la calebasse et le lerén (Calathea allouia), une plante dont les tubercules sont consommés. Plus au nord dans les Andes colombiennes la plus ancienne culture attestée est la marante (ou arrow-root), sur le site de San Isidro v. 9250-8500. Cette plante est également cultivée au Panama, v. 7800 au site de Cueva de los Vampiros et v. 5800 à Aguadulce, où sont aussi attestés le maïs, la calebasse, le lerén, la courge et le manioc. Le maïs est également attesté à San Isidro et dans les sites de la culture de Las Vegas vers la même période, voire avant pour le premier (un exemple isolé v. 7250). Il est également possible que l'avocatier et le palmier pêche soient domestiqués à San Isidro, mais cela reste incertain. Après cette première phase, une agriculture diversifiée se développe dans la culture équatorienne de Valdivia (v. 4500-2250) où sont cultivés le maïs, le coton, le pois-sabre, l'achira, le manioc, le piment, le léren, la marante,.

### Côte péruvienne
La côte péruvienne est un espace aride, qui contraste avec les côtes pacifique de l’Équateur et de la Colombie. La plaine littorale fournit néanmoins un accès aux ressources maritimes, qui semblent avoir joué un rôle important dans le développement des sociétés archaïques locales, et plusieurs vallées arrosées par des cours d'eau descendant des Andes fournissent des environnements favorables au développement de l'agriculture. Dans la vallée de Nanchoc au nord du Pérou, qui appartient plus largement au bassin de la Zuña, l'agriculture se développe de manière précoce : la courge est attestée v. 8300/8200 av. J.-C., l'arachide v. 6500, le coton v. 4100 ; le manioc, la coca, des haricots et pois sont également attestés. Les sociétés de collecteurs locales ont évolué progressivement au VIIIe millénaire av. J.-C. vers une forme plus intensive d'agriculture, utilisant les plantes cultivées non seulement pour leur alimentation mais aussi pour leur artisanat (coton) et les rituels (coca). Des villages agricoles apparaissent sur la période 6500-6000, ce qui représente un exemple précoce de mise en place de sociétés agricoles pour les Amériques (alors que de tels développements ne semblent pas se produire dans les régions voisines du nord du Pérou). L'irrigation est pratiquée à petite échelle v. 5000 av. J.-C. La présence de monticules à usage rituel témoigne également de la plus grande capacité d'organisation des sociétés locales, en lien avec le développement de l'agriculture. Sur la côte du Pérou et du nord du Chili apparaissent d'autres sites qui intègrent progressivement l'horticulture à leur subsistance, en complément à l'exploitation des ressources marines, en particulier La Paloma (occupé de v. 6800 à 3700, avec une horticulture au moins à partir de 5700) et Chilca I (v. 3500-2500). La complexification sociale s'approfondit, conduisant à l'émergence du grand site de Caral durant l'époque formative,.

### Hautes terres andines
Les hautes terres des Andes centrales comprennent des espaces de hauts plateaux (paramo, altiplano, punas) et des vallées situées sur le versant occidental des Andes, qui voient le développement d'une subsistance à large spectre, reposant en partie sur la chasse (de camélidés, de daims, d'oiseaux, de rongeurs), puis de l'agriculture durant l'époque archaïque. En raison du relief et du climat montagnards, l'exploitation des ressources est soumise à plus d'aléas que dans les zones forestières tropicale et les groupes y sont plus isolés. Les dates des premières domestications des plantes sont incertaines. Les sites des grottes de Guitarrero et de Tres Ventanas ont livré les restes les plus anciens d'oca, de piment, de lucuma, de haricots commun, de haricots de lima et de pomme de terre potentiellement cultivés, mais leur caractère domestique n'est pas assuré. Leur date l'est également : selon une datation haute par stratigraphie, certains des échantillons remontent peut-être à 9250-8500 ; selon la datation par AMS, ils sont bien plus tardifs, v. 5500 pour la pomme de terre, plus tard pour les autres. Ce n'est donc que pour des périodes plus tardives que les débuts de la culture de plantes sont assurés. Selon D. Pearsall, la pomme de terre, l'ulluco et le quinoa sont probablement en cours de domestication autour de 5800,,. Les sites de Pachamachay et de Telemarchay témoignent quant à eux du passage d'une chasse sélective de camélidés sauvages, les vigogne, à la domestication des alpagas et des lamas sur la période 4500-4000 av. J.-C.. Plus au sud, le site d'Ayacucho pourrait attester la domestication du cochon d'Inde v. 4000, et de la culture de plantes à l'époque archaïque tardive, après 2000 autour du lac Titicaca (Quelcatani).

### Amazonie
Le vaste bassin de l'Amazone voit se produire de très nombreuses domestications, ce qui s'explique par la très grande diversité de plantes que propose cette région (plus de 5000 espèces sauvages sont exploitées par les sociétés amazoniennes). Cela se produit parmi d'autres innovations, comme l'invention de la céramique v. 5000 av. J.-C. (les plus anciennes d'Amérique) et le début de la sédentarité, dont le début reste néanmoins difficile à dater. Les lieux et dates des domestications sont comme souvent incertains. Parmi les plus anciennes et les plus importantes se trouve la domestication du manioc, qui se produit dans le sud-est amazonien, et est suivie par une diffusion rapide de la plante. Le coca, l'arachide (cacahouète), le potiron, le Piment baccatum et le tabac semblent aussi domestiqués dans cette partie de la forêt. Le cacao semble avoir été domestiqué en Amazonie équatorienne. La patate douce et la noix du Brésil semblent originaires de la partie nord de l'Amazonie, de même que l'ananas. Après 2000, l'agriculture connaît une forte expansion dans les basses terres amazoniennes, qui voit le développement d'une agronomie sophistiquée (terra preta).
Les zones tropicales de la partie nord de l'Amérique du Sud voient aussi la domestication de l'igname et du Xanthosoma sagittifolium (cocoyam ou « chou-caraïbe »), mais la localisation de ces domestications est incertaine. Les domestications de plantes semblent plus particulièrement se faire dans les zones forestières qui ont une saison sèche, et moins dans les parties les plus humides.

### Débuts de l'agriculture
- (en) Melinda A. Zeder et Bruce D. Smith, « A Conversation on Agricultural Origins: Talking Past Each Other in a Crowded Room », Current Anthropology, vol. 50, no 5,‎ 2009, p. 681-691 (JSTOR 10.1086/605553)
- (en) Greger Larson, Dolores R. Piperno, Robin G. Allaby et al., « Current perspectives and the future of domestication studies », Proceedings of the National Academy of Sciences, vol. 111,‎ 2014, p. 6139–6146 (DOI 10.1073/pnas.132396411, lire en ligne)
- (en) Phillip C. Edwards, « The Beginnings of Agriculture », dans David Hollander et Timothy Howe (dir.), A Companion to Ancient Agriculture, Hoboken, Wiley-Blackwell, 2021, p. 121-148

### Amérique précolombienne
- Brigitte Faugère et Nicolas Goepfert (ill. Aurélie Boissière), Atlas de l'Amérique précolombienne : Du peuplement à la Conquête, Paris, Autrement, coll. « Atlas », 2022.
- Carmen Bernand, L'Amérique latine précolombienne : des premiers peuples à Túpac Amaru (dernière glaciation-XVIe siècle), Paris, Belin, coll. « Mondes anciens », 2023
- Jean-Michel Sallmann, L'Amérique du Nord : de Bluefish à Sitting Bull (25 000 av. notre ère-XIXe siècle), Paris, Belin, coll. « Mondes anciens », 2025.

### Premières sociétés agricoles américaines
- (en) Michael Love, « The Archaic and Formative Periods of Mesoamerica », dans Colin Renfrew (dir.), The Cambridge World Prehistory, Cambridge, Cambridge University Press, 2014, p. 955-969
- (en) Tom D. Dillehay et Dolores Piperno, « Agricultural Origins and Social Implications in South America », dans Colin Renfrew (dir.), The Cambridge World Prehistory, Cambridge, Cambridge University Press, 2014, p. 970-985
- (en) Deborah M. Pearsall, « Early agriculture in the Americas », dans Graeme Barker et Candice Goucher (dir.), The Cambridge World History : Volume II: A World With Agriculture, Cambridge, Cambridge University Press, 2015, p. 514-538
- (en) David L. Browman, Gayle J. Fritz et BrieAnna S. Langlie, « Origins of Food-producing Economies in the Americas », dans Chris Scarre (dir.), The Human Past : World Prehistory and the Development of Human Societies, Londres, Thames & Hudson, 2018, 4e éd., p. 303-343
- Michelle Elliot et Nicolas Goepfert, « Les premières sociétés agropastorales américaines », dans Jean-Paul Demoule, Dominique Garcia et Alain Schnapp (dir.), Une histoire des civilisations : Comment l’archéologie bouleverse nos connaissances, Paris, La Découverte, 2018, p. 220-224
- Stéphen Rostain, « La fermière, la potière et la sédentaire : la lente néolithisation de l'Amazonie », Brésil(s), vol. 25,‎ 2024 (DOI 10.4000/11qxf, lire en ligne)